# Arthrocardia wardii
Arthrocardia wardii (Harvey) Areschoug, 1852  é o nome botânico  de uma espécie de algas vermelhas pluricelulares do gênero Arthrocardia.
- São algas marinhas encontradas em Madagascar, Nova Gales do Sul, Nova Zelândia, Queensland, Austrália do Sul, Tasmânia e Victoria.

## Sinonímia
- Amphiroa mallardiae Harvey, 1849
- Arthrocardia mallardiae (Harvey) Areschoug, 1852
- Cheilosporum wardii (Harvey) De Toni, 1905
- Cheilosporum mallardiae (Harvey) De Toni, 1905